# Grand Prix Formule 1 van de Verenigde Staten 2017
De Grand Prix Formule 1 van de Verenigde Staten 2017 werd verreden op 22 oktober 2017 op het Circuit of the Americas. Het was de zeventiende race van het kampioenschap.

## Achtergrond
- Bij het team van Renault neemt Carlos Sainz jr. vanaf deze race de plaats over van Jolyon Palmer. Sainz wordt bij zijn oude team Toro Rosso vervangen door Daniil Kvjat.[1]
- Bij het team Toro Rosso wordt Pierre Gasly eenmalig vervangen door Brendon Hartley vanwege de verplichtingen van Gasly in de Super Formula.[2]

## Vrije trainingen

### Uitslagen
- Er wordt enkel de top-5 weergegeven.

| Vrije training 1 | Pos | No | Coureur           | Constructeur       | Tijd     |
| ---------------- | --- | -- | ----------------- | ------------------ | -------- |
| Vrije training 1 | 1   | 44 | Lewis Hamilton    | Mercedes           | 1:36.335 |
| Vrije training 1 | 2   | 5  | Sebastian Vettel  | Ferrari            | 1:36.928 |
| Vrije training 1 | 3   | 77 | Valtteri Bottas   | Mercedes           | 1:36.979 |
| Vrije training 1 | 4   | 33 | Max Verstappen    | Red Bull-TAG Heuer | 1:37.339 |
| Vrije training 1 | 5   | 2  | Stoffel Vandoorne | McLaren-Honda      | 1:37.352 |
| Vrije training 2 | Pos | No | Coureur           | Constructeur       | Tijd     |
| Vrije training 2 | 1   | 44 | Lewis Hamilton    | Mercedes           | 1:34.668 |
| Vrije training 2 | 2   | 33 | Max Verstappen    | Red Bull-TAG Heuer | 1:35.065 |
| Vrije training 2 | 3   | 5  | Sebastian Vettel  | Ferrari            | 1:35.192 |
| Vrije training 2 | 4   | 77 | Valtteri Bottas   | Mercedes           | 1:35.279 |
| Vrije training 2 | 5   | 3  | Daniel Ricciardo  | Red Bull-TAG Heuer | 1:35.463 |
| Vrije training 3 | Pos | No | Coureur           | Constructeur       | Tijd     |
| Vrije training 3 | 1   | 44 | Lewis Hamilton    | Mercedes           | 1:34.478 |
| Vrije training 3 | 2   | 5  | Sebastian Vettel  | Ferrari            | 1:34.570 |
| Vrije training 3 | 3   | 77 | Valtteri Bottas   | Mercedes           | 1:34.692 |
| Vrije training 3 | 4   | 7  | Kimi Räikkönen    | Ferrari            | 1:34.755 |
| Vrije training 3 | 5   | 33 | Max Verstappen    | Red Bull-TAG Heuer | 1:35.103 |

Testcoureurs in vrije training 1:
 Sean Gelael (Toro Rosso)
 Charles Leclerc (Sauber-Ferrari)

## Kwalificatie
Lewis Hamilton behaalde voor Mercedes zijn elfde pole position van het seizoen. Sebastian Vettel kwalificeerde zich voor Ferrari als tweede, terwijl Valtteri Bottas de derde tijd neerzette. Red Bull-coureur Daniel Ricciardo kwalificeerde zich als vierde met dezelfde tijd als de tweede Ferrari van Kimi Räikkönen, maar kreeg de vierde plaats omdat hij zijn tijd eerder neerzette. Max Verstappen zette voor Red Bull de zesde tijd neer, voor de Force India van Esteban Ocon. Carlos Sainz jr. werd achtste in zijn eerste kwalificatie voor het team van Renault. De top 10 werd afgesloten door McLaren-coureur Fernando Alonso en Force India-coureur Sergio Pérez.
McLaren-coureur Stoffel Vandoorne, Max Verstappen, Renault-coureur Nico Hülkenberg en Toro Rosso-coureur Brendon Hartley krijgen na afloop van de kwalificatie respectievelijk vijf, vijftien, twintig en vijfentwintig startplaatsen straf omdat zij allemaal meerdere onderdelen van hun motor moesten wisselen. Haas-coureur Kevin Magnussen kreeg drie startplaatsen straf omdat hij in het eerste deel van de kwalificatie Sergio Pérez ophield, die op dat moment met een kwalificatieronde bezig was. Ook Lance Stroll werd hiervoor bestraft; de Williams-coureur reed Haas-rijder Romain Grosjean in de weg. Vandoorne kreeg voor de start nog een extra straf van 25 startplaatsen omdat hij opnieuw meerdere onderdelen van zijn motor liet vervangen.

### Kwalificatieuitslag
| Pos                 | No | Coureur           | Constructeur         | Q1       | Q2        | Q3       | Grid |
| ------------------- | -- | ----------------- | -------------------- | -------- | --------- | -------- | ---- |
| 1                   | 44 | Lewis Hamilton    | Mercedes             | 1:34.822 | 1:33.437  | 1:33.108 | 1    |
| 2                   | 5  | Sebastian Vettel  | Ferrari              | 1:35.420 | 1:34.103  | 1:33.347 | 2    |
| 3                   | 77 | Valtteri Bottas   | Mercedes             | 1:35.309 | 1:33.769  | 1:33.568 | 3    |
| 4                   | 3  | Daniel Ricciardo  | Red Bull-TAG Heuer   | 1:35.991 | 1:34.495  | 1:33.577 | 4    |
| 5                   | 7  | Kimi Räikkönen    | Ferrari              | 1:35.649 | 1:33.840  | 1:33.577 | 5    |
| 6                   | 33 | Max Verstappen    | Red Bull-TAG Heuer   | 1:34.899 | 1:34.716  | 1:33.658 | 16   |
| 7                   | 31 | Esteban Ocon      | Force India-Mercedes | 1:35.849 | 1:35.113  | 1:34.647 | 6    |
| 8                   | 55 | Carlos Sainz jr.  | Renault              | 1:35.517 | 1:34.899  | 1:34.852 | 7    |
| 9                   | 14 | Fernando Alonso   | McLaren-Honda        | 1:35.712 | 1:35.046  | 1:35.007 | 8    |
| 10                  | 11 | Sergio Pérez      | Force India-Mercedes | 1:36.358 | 1:34.789  | 1:35.148 | 9    |
| 11                  | 19 | Felipe Massa      | Williams-Mercedes    | 1:35.603 | 1:35.155  |          | 10   |
| 12                  | 26 | Daniil Kvjat      | Toro Rosso           | 1:36.073 | 1:35.529  |          | 11   |
| 13                  | 2  | Stoffel Vandoorne | McLaren-Honda        | 1:36.286 | 1:35.641  |          | 20   |
| 14                  | 8  | Romain Grosjean   | Haas-Ferrari         | 1:36.835 | 1:35.870  |          | 12   |
| 15                  | 27 | Nico Hülkenberg   | Renault              | 1:35.740 | geen tijd |          | 18   |
| 16                  | 9  | Marcus Ericsson   | Sauber-Ferrari       | 1:36.842 |           |          | 13   |
| 17                  | 18 | Lance Stroll      | Williams-Mercedes    | 1:36.868 |           |          | 15   |
| 18                  | 39 | Brendon Hartley   | Toro Rosso           | 1:36.889 |           |          | 19   |
| 19                  | 94 | Pascal Wehrlein   | Sauber-Ferrari       | 1:37.179 |           |          | 14   |
| 20                  | 20 | Kevin Magnussen   | Haas-Ferrari         | 1:37.394 |           |          | 17   |
| 107%-tijd: 1:41.459 |    |                   |                      |          |           |          |      |

## Wedstrijd
De race werd gewonnen door Lewis Hamilton, die zijn negende zege van het seizoen behaalde. De tweede plaats was voor Sebastian Vettel. Vettel haalde bij de start Hamilton in, maar raakte die plek enkele ronden later weer kwijt aan de Brit. Kimi Räikkönen maakte het podium compleet, nadat Max Verstappen oorspronkelijk de derde plaats behaalde, maar vijf seconden straftijd kreeg omdat hij de baan verliet tijdens de inhaalactie op Räikkönen en hiermee een voordeel behaalde. Valtteri Bottas eindigde op de vijfde plaats. Esteban Ocon werd zesde, nadat hij in de slotfase de als zevende geëindigde Carlos Sainz jr. achter zich wist te houden. Sergio Pérez, Williams-coureur Felipe Massa en Toro Rosso-coureur Daniil Kvjat maakten de top 10 compleet.
Het Mercedesteam behaalde deze race 35 punten in het constructeurskampioenschap en het behaalde hiermee het wereldkampioenschap bij de constructeurs.

### Raceuitslag
| Pos. | No. | Coureur           | Constructeur         | Rondes | Tijd/Oorzaak uitval | Grid | Punten |
| ---- | --- | ----------------- | -------------------- | ------ | ------------------- | ---- | ------ |
| 1    | 44  | Lewis Hamilton    | Mercedes             | 56     | 1:33:50.991         | 1    | 25     |
| 2    | 5   | Sebastian Vettel  | Ferrari              | 56     | +10.143             | 2    | 18     |
| 3    | 7   | Kimi Räikkönen    | Ferrari              | 56     | +15.779             | 5    | 15     |
| 4    | 33  | Max Verstappen    | Red Bull-TAG Heuer   | 56     | +16.768             | 16   | 12     |
| 5    | 77  | Valtteri Bottas   | Mercedes             | 56     | +34.967             | 3    | 10     |
| 6    | 31  | Esteban Ocon      | Force India-Mercedes | 56     | +1:30.980           | 6    | 8      |
| 7    | 55  | Carlos Sainz jr.  | Renault              | 56     | +1:32.944           | 7    | 6      |
| 8    | 11  | Sergio Pérez      | Force India-Mercedes | 55     | +1 ronde            | 9    | 4      |
| 9    | 19  | Felipe Massa      | Williams-Mercedes    | 55     | +1 ronde            | 10   | 2      |
| 10   | 26  | Daniil Kvjat      | Toro Rosso           | 55     | +1 ronde            | 11   | 1      |
| 11   | 18  | Lance Stroll      | Williams-Mercedes    | 55     | +1 ronde            | 15   |        |
| 12   | 2   | Stoffel Vandoorne | McLaren-Honda        | 55     | +1 ronde            | 20   |        |
| 13   | 39  | Brendon Hartley   | Toro Rosso           | 55     | +1 ronde            | 19   |        |
| 14   | 8   | Romain Grosjean   | Haas-Ferrari         | 55     | +1 ronde            | 12   |        |
| 15   | 9   | Marcus Ericsson   | Sauber-Ferrari       | 55     | +1 ronde            | 13   |        |
| 16   | 20  | Kevin Magnussen   | Haas-Ferrari         | 55     | +1 ronde            | 17   |        |
| DNF  | 14  | Fernando Alonso   | McLaren-Honda        | 24     | Motor               | 8    |        |
| DNF  | 3   | Daniel Ricciardo  | Red Bull-TAG Heuer   | 14     | Motor               | 4    |        |
| DNF  | 94  | Pascal Wehrlein   | Sauber-Ferrari       | 5      | Schade ongeluk      | 14   |        |
| DNF  | 27  | Nico Hülkenberg   | Renault              | 3      | Motor               | 18   |        |

## Tussenstanden Grand Prix
Betreft tussenstanden na afloop van de race.

### Coureurs
| Positie | No. | Rijder           | Team                 | Punten |
| ------- | --- | ---------------- | -------------------- | ------ |
| 01      | 44  | Lewis Hamilton   | Mercedes             | 331    |
| 02      | 5   | Sebastian Vettel | Ferrari              | 265    |
| 03      | 77  | Valtteri Bottas  | Mercedes             | 244    |
| 04      | 3   | Daniel Ricciardo | Red Bull-TAG Heuer   | 192    |
| 05      | 7   | Kimi Räikkönen   | Ferrari              | 163    |
| 06      | 33  | Max Verstappen   | Red Bull-TAG Heuer   | 123    |
| 07      | 11  | Sergio Pérez     | Force India-Mercedes | 86     |
| 08      | 31  | Esteban Ocon     | Force India-Mercedes | 73     |
| 09      | 55  | Carlos Sainz jr. | Renault              | 54     |
| 10      | 19  | Felipe Massa     | Williams-Mercedes    | 36     |

### Constructeurs
| Positie | Team                 | Punten |
| ------- | -------------------- | ------ |
| 01      | Mercedes             | 575    |
| 02      | Ferrari              | 428    |
| 03      | Red Bull-TAG Heuer   | 315    |
| 04      | Force India-Mercedes | 159    |
| 05      | Williams-Mercedes    | 68     |
| 06      | Toro Rosso           | 53     |
| 07      | Renault              | 48     |
| 08      | Haas-Ferrari         | 43     |
| 09      | McLaren-Honda        | 23     |
| 10      | Sauber-Ferrari       | 5      |